# 镜花缘旅游区
镜花缘旅游区位于河源市东源县的万绿湖之中，是一处风景秀丽的综合性旅游区。旅游区坐落在万绿湖旅游码头的西南面，面积达2000亩。

## 概述
镜花缘旅游区有着万绿湖湖畔优美的自然风景，其文化内涵则依托于清代著名小说《镜花缘》。景区有着湖滨、湖面、森林、园林奇石异洞等多处景观，其内更有大量珍贵动植物，尤其是鸟类数量极多，被称为“小鸟天堂”。

## 景点
- 花仙子广场
- 百花路
- 绿香亭
- 凝翠谷
- 艳阳亭
- 泣红亭
- 读云轩
- 晚芳亭
- 入梦岩
- 红颜洞
- 女儿国
- 高空飞降

## 参看
- 镜花缘